# Impasse Pers
L'impasse Pers est une voie située dans le quartier de Clignancourt du 18e arrondissement de Paris.

## Situation et accès
Elle est desservie à quelque distance par la ligne 12 à la station Lamarck - Caulaincourt.

## Origine du nom
Cette voie doit son nom à celui d'un propriétaire local.

## Historique
Cette voie privée, située sur l'ancienne commune de Montmartre, est ouverte sous sa dénomination actuelle en 1848.
Après le rattachement de cette commune à Paris par la loi du 16 juin 1859, la voie prend sa dénomination actuelle en 1931 et, devenue publique, elle est officiellement rattachée à la voirie parisienne par un arrêté préfectoral du 30 décembre 1986.

## Dans la fiction
- Les personnages principaux du roman de Pierre Lemaitre Au revoir là-haut habitent dans l'impasse[2].